# Bojan Dubljević
Bojan Dubljević (Nikšić, 24 de outubro de 1991) é um basquetebolista profissional montenegrino que atualmente defende o Valencia na Liga ACB e na Euroliga. O atleta mede 2,06m, pesa 107 Kg e atua como pivô e ala-pivô.

## Títulos e Honrarias

### Clubes
- 2x  Campeão da Liga Montenegrina 2010-11 e 2011-12 (Buducnost)
  -  Vice-campeão da Liga Montenegrina (KK Lovcen) 2009-10
- 2x  Campeão da Copa de Montenegro 2010-11 e 2011-12 (Buducnost)
  - Vice-campeão da Copa do Rei 2013 (Valencia)
- Campeão da ULEB Eurocup 2013-14 (Valencia)

## Ligações Externas
- Bojan Dubljević no X
- Página de Bojan Dubljevic no Sítio da Liga ACB